# Liceo Militar Eleazar Lopez Contreras

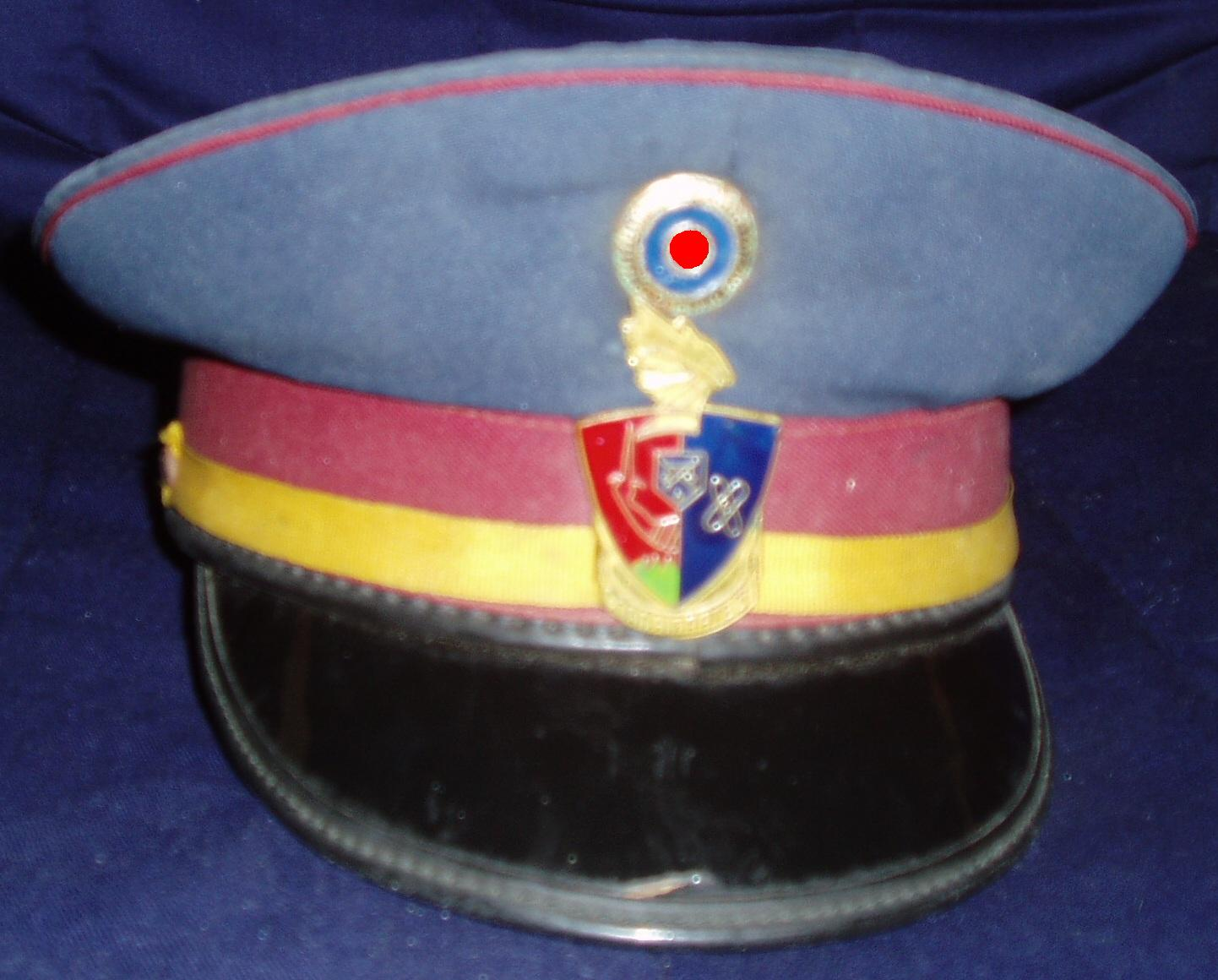
Boné da Farda de Gala

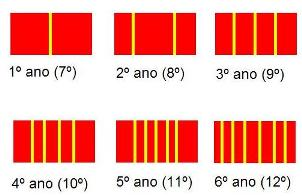
Insígnias dos anos

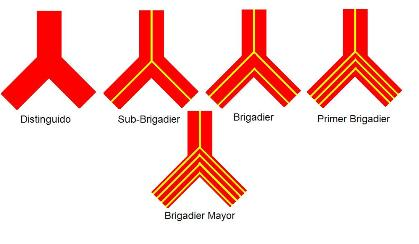
Insígnias das categorias

O Liceo Militar Eleazar Lopez Contreras é uma instituição militar, da Guarda Nacional Venezuelana (GN), de ensino básico e secundário, com sede no lugar "Los Caribes" na cidade de "Ciudad Bolivar" no estado Bolivar, na Venezuela.
Além da formação militar os seus alunos formam-se como “bachilleres en agropecuaria” e “bachilleres en ciencias” , não confundir com o grau de bacharel português (O “bachiller” na Venezuela é o equivalente ao ensino secundário em Portugal).
O Liceo Militar Eleazar Lopez Contreras foi fundado no ano de 1975 e durante muitos anos  os alunos masculinos estavam sujeitos ao regime de internato,as mulheres estavam em regíme semi-interno.
Nas suas fileiras sempre houve alunos de diversas nacionalidades, ao contrário de outras instituições militares que só aceitavam alunos de nacionalidade venezuelana.
Antes da formação do liceu militar o mesmo era conhecido como “Escuela Granja los Caribes”. O nome de “Escuela Granja los Caribes" devia-se à vertente de formação agropecuária.

## Hierarquia do liceu militar
A base da hierarquia é o aluno do 1º ano (7ºano) e  na outra extremidade está o aluno do 6º ano (12ºano). Além dos anos escolares os alunos também eram classificados por categorias.
As diferentes categorias são:
- Alumnos – todos os alunos que não possuem graduação. À medida que se avança de ano escolar os anos inferiores são subalternos.
- Distinguido – posto atribuído aos melhores alunos, até o 10º ano. Os distinguidos são subalternos dos alunos de anos superiores.
- Sub-Brigadier, Brigadier, Primer Brigadier e Brigadier Mayor – postos atribuídos aos melhores alunos dos 11º e 12º. Os alunos do 12º são superiores dos graduados do 11º, normalmente as hierarquias mais altas são atribuídas aos alunos do último ano.

## Corpo de Alunos
Todo o corpo de alunos forma um batalhão, este divide-se em companhias e as mesmas dividem-se em pelotões.
O “brigadier mayor” comanda o batalhão, os “primeros brigadieres” comandam as companhias e os brigadieres e sub-brigadieres comandam os pelotões.